# Pollos
Pollos es un municipio y localidad española de la provincia de Valladolid, en la comunidad autónoma de Castilla y León. Cuenta con una población de 562 habitantes (INE 2024).

## Geografía
Integrado en la comarca de Tierra del Vino de la provincia de Valladolid, se sitúa a 46 km al suroeste de la capital provincial. El término municipal está atravesado por la autovía de Castilla (A-62) entre los pK 160 y 168, además de por la carretera N-620, alternativa convencional a la anterior, y por la carretera provincial VA-610, que permite la comunicación con Castronuño. 
El relieve del municipio es predominantemente llano, encontrándose en el valle del río Duero, el cual hace de límite por el norte, recibiendo las aguas del río Trabancos por la izquierda. La altitud del municipio oscila entre los 751 m al sur (cerro Hornos) y los 655 m en la orilla del río Duero. El pueblo se alza a 670 m sobre el nivel del mar. 
| Noroeste: Castronuño                  | Norte: Torrecilla de la Abadesa y Tordesillas (exclave) | Noreste: Tordesillas  |
| Oeste: Castronuño                     |                                                         | Este: Nava del Rey    |
| Suroeste: Siete Iglesias de Trabancos | Sur: Nava del Rey                                       | Sureste: Nava del Rey |

## Historia
Aunque este lugar parece haber estado poblado por grupos humanos durante la antigüedad (como los Vacceos), no será hasta el siglo XIII cuando aparezca por primera vez como tal. Por otro lado, parece ser que se han encontrado elementos visigóticos, pero no se sabe con certeza cuál es la vinculación de los restos con el pueblo por no haber sido estudiados aún con precisión.
La primera vez que se tiene constancia de Pollos es en un documento escrito en latín en el año 1237 en el que se litiga por el apeo entre el Monasterio de la Espina y el concejo de Tordesillas, apareciendo los vecinos de Pollos como testigos. Poco después, reaparece en un documento de 1258 por el apeo entre Medina del Campo y Tordesillas.
En el siglo XVI el pueblo pasó a ser de señorío por una venta de Felipe II a Francisco de Dueñas Ormanza por 3000 maravedíes. Más adelante, en el siglo XVII, se vuelve a vender a Rodrigo Calderón, conde de la Oliva de Plasencia y marqués de Siete Iglesias.
La villa de Pollos tuvo jurisdicción propia a partir del siglo XVIII, perteneciendo a la tierra de Medina del Campo, siendo de realengo. A mediados del siglo XVIII se componía de 178 vecinos del estado llano y 1 del estado noble, con 161 casas
A mediados del siglo XIX, la villa tenía contabilizada una población de 723 habitantes. Aparece descrita en el decimotercer volumen del Diccionario geográfico-estadístico-histórico de España y sus posesiones de Ultramar de Pascual Madoz de la siguiente manera:

POLLOS: v. con ayunt. en la prov., aud. terr., c g. y dióc. de Valladolid (7 leg.), part. jud. de Nava del Rey (2). sit. al principio de un valle entre los ríos Duero y Travancos, con libre ventilacion y saludable clima; tiene 190 casas; escuela de instruccion primaria dotada con 1,500 rs.; una igl. parr. (San Nicolás de Bari) servida por 3 beneficiados, de provision del pueblo, que alternan anualmente en la cura de almas. térm. confina con los de Tordesillas, Nava del Rey, Castronuño, y La Ribera; dentro de él se encuentran la ermita del Sto. Cristo de la Espina, dos paseos con arbolado y los desp. de Bayona y Herreros: el terreno que participa de valle y laderas es en lo primero de buena calidad, y en lo segundo inferior; le bañan el. r. Travancos, y el Duero cuyo paso facilita una barca; comprende algunos prados naturales. caminos: los locales, transitables para carruages y en buen estado. correo: se recibe y despacha en Tordesillas por un baligero. prod. cereales, legumbres, vino y pastos con los que se mantiene ganado lanar, vacuno, mular y yeguar; hay caza de liebres, conejos y perdices; pesca de barbos, truchas y anguilas. ind.: la agrícola. pobl.: 181 vec., 723 alm. cap. prod.: 2.149,580 rs. imp.: 214,958. contr.: 32,094 rs. 5 mrs.
(Madoz, 1849, pp. 109-110)

## Demografía
Cuenta con una población de 562 habitantes (INE 2024).
| Gráfica de evolución demográfica de Pollos entre 1842 y 2021                                                          |
| |
| Población de derecho según los censos de población del INE. Población de hecho según los censos de población del INE. |

| 909                                         | 853 | 763 | 780 | 730 | 677 | 638 | 595 | 597 | 614 |
| (Fuente: Instituto Nacional de Estadística) |     |     |     |     |     |     |     |     |     |

## Patrimonio

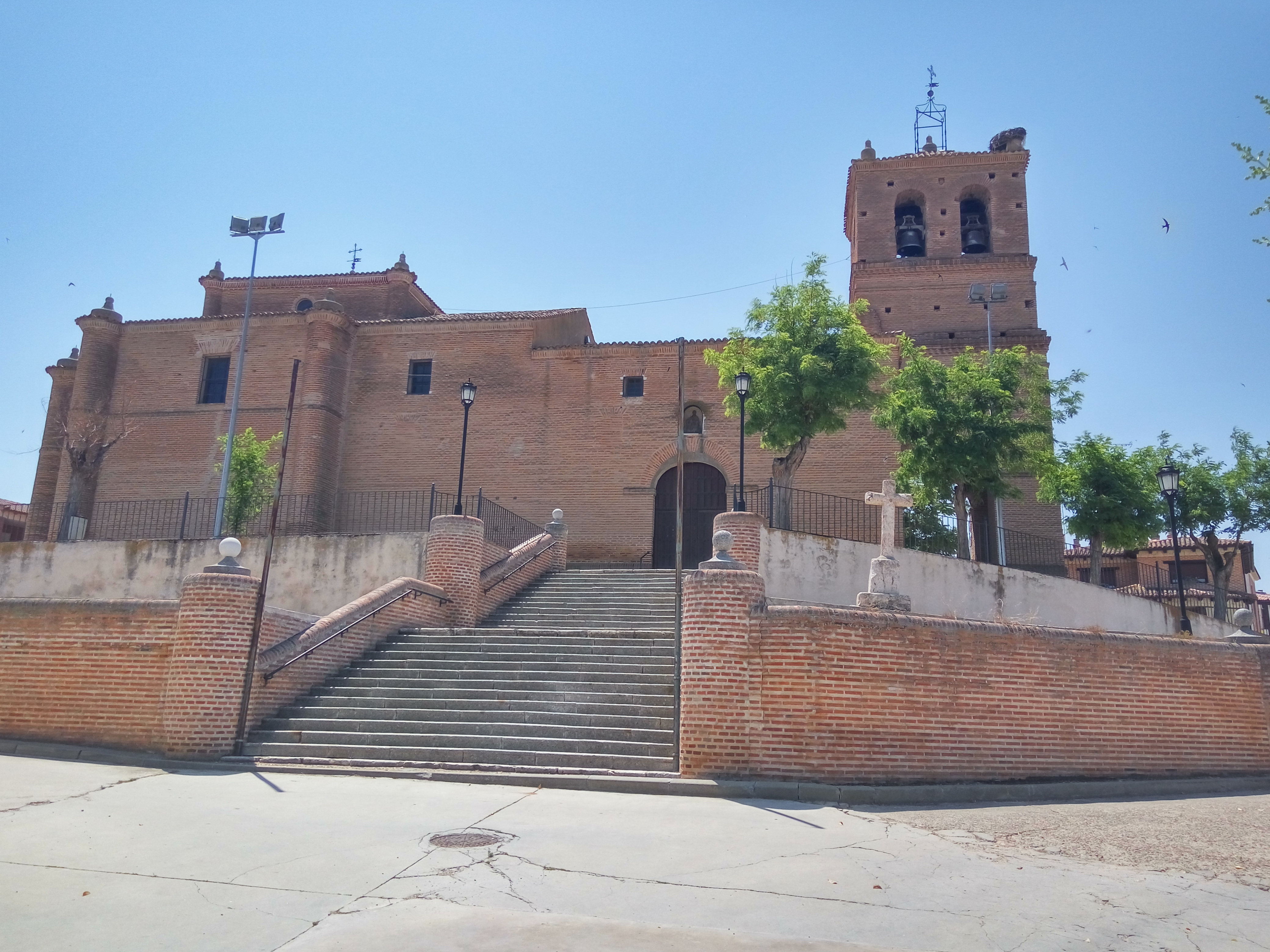
Iglesia de San Nicolás de Bari

En la localidad hay una iglesia bajo la advocación de San Nicolás de Bari.

## Cultura
- Fiestas: Nuestra Señora y San Roque, del 14 al 18 de agosto.
- Patrón: San Nicolás de Bari, 6 de diciembre.